# Хајдук у Београду (филм)
Хајдук у Београду је предстојећи српски филм по сценарију Милице Константиновић Станојевић и у режији Милана Тодоровића по мотивима истоименог популарног романа Градимира Стојковића.
Премијера филма се очекује 25. септембра 2025. године.

## Радња
Овај филм је прича о догодовштинама Глигорија Пецикозе Хајдука, дечака који је променио средину, дошавши из малог села у Београд и ту, у новој школи, наишао на бројне новине и проблеме. То је прича о одрастању осамдесетих година прошлог века, али и о препрекама и пречицама у одрастању, кроз које пролазе све генерације.
Глигорије полази у 8. разред као одличан ђак, добар друг, спортиста и одговоран син, али открива да постоји невероватна сила "која се одједном појављује" и изненада мења све: љубав.

## Улоге
| Глумац            | Улога                     |
| ----------------- | ------------------------- |
| Тодор Јовановић   | Глигорије Пецикоза Хајдук |
| Слобода Мићаловић | мама                      |
| Драган Мићановић  | тата                      |
| Никола Којо       | Веснин отац               |
| Срђан Тимаров     | Рођа                      |
| Војин Ћетковић    | Јоца Кош                  |
| Ана Лечић         | разредна                  |
| Марко Јањић       | Физа                      |
| Павле Јеринић     | математичар               |
| Милена Предић     | Српкиња                   |
| Јадран Малкович   |                           |
| Предраг Бјелац    | Нитница                   |
| Даница Максимовић |                           |
| Јелица Сретеновић | теткица Љубица            |
| Вера Ћетковић     | Роберта                   |